# Формула-1 — Чемпіонат 1987
Формула-1 1987 року — сезон чемпіонату світу з автоперегонів у класі Формула-1, який проводився під егідою FIA. Чемпіонат відбувся у період з квітня по листопад та складався з 16 Гран-прі. Сезон розпочався на Гран-прі Бразилії 12 квітня та закінчився на Гран-прі Австралії 15 листопада. Переможцем в особистому заліку став Нельсон Піке. Кубок конструкторів виборола команда Williams. В цьому році також було представлено два трофеї, які розігрувались між пілотами та командами, що використовували боліди з атмосферними двигунами. Джонатан Палмер виграв Трофей Джима Кларка, а команда Tyrrell виграла Трофей Коліна Чапмена.

## Команди та пілоти
Наступні команди та пілоти брали участь у Чемпіонаті світу 1987 року. Постачальник шин для всіх команд — Goodyear.
| Команда                        | Конструктор            | Шасі        | Двигун                             | №  | Пілот              | Гран-прі |
| ------------------------------ | ---------------------- | ----------- | ---------------------------------- | -- | ------------------ | -------- |
| Marlboro McLaren International | McLaren-TAG            | MP4/3       | TAG/Porsche TTE PO1 1.5 V6t        | 1  | Ален Прост         | Всі      |
| Marlboro McLaren International | McLaren-TAG            | MP4/3       | TAG/Porsche TTE PO1 1.5 V6t        | 2  | Стефан Юганссон    | Всі      |
| Data General Team Tyrrell      | Tyrrell-Ford           | DG016       | Ford Cosworth DFZ 3.5 V8           | 3  | Джонатан Палмер    | Всі      |
| Data General Team Tyrrell      | Tyrrell-Ford           | DG016       | Ford Cosworth DFZ 3.5 V8           | 4  | Філіпп Стрейфф     | Всі      |
| Canon Williams Honda Team      | Williams-Honda         | FW11B       | Honda RA167E 1.5 V6t               | 5  | Найджел Менселл    | 1–15     |
| Canon Williams Honda Team      | Williams-Honda         | FW11B       | Honda RA167E 1.5 V6t               | 5  | Ріккардо Патрезе   | 16       |
| Canon Williams Honda Team      | Williams-Honda         | FW11B       | Honda RA167E 1.5 V6t               | 6  | Нельсон Піке       | Всі      |
| Motor Racing Developments      | Brabham-BMW            | BT56        | BMW M12/13 1.5 L4t                 | 7  | Ріккардо Патрезе   | 1–15     |
| Motor Racing Developments      | Brabham-BMW            | BT56        | BMW M12/13 1.5 L4t                 | 7  | Стефано Модена     | 16       |
| Motor Racing Developments      | Brabham-BMW            | BT56        | BMW M12/13 1.5 L4t                 | 8  | Андреа де Чезаріс  | Всі      |
| West Zakspeed Racing           | Zakspeed               | 861 871     | Zakspeed 1500/4 1.5 L4t            | 9  | Мартін Брандл      | Всі      |
| West Zakspeed Racing           | Zakspeed               | 861 871     | Zakspeed 1500/4 1.5 L4t            | 10 | Крістіан Даннер    | Всі      |
| Camel Team Lotus Honda         | Lotus-Honda            | 99T         | Honda RA166E 1.5 V6t               | 11 | Сатору Накаджіма   | Всі      |
| Camel Team Lotus Honda         | Lotus-Honda            | 99T         | Honda RA166E 1.5 V6t               | 12 | Айртон Сенна       | Всі      |
| Team El Charro AGS             | AGS-Ford               | JH22        | Ford Cosworth DFZ 3.5 V8           | 14 | Паскаль Фабр       | 1–14     |
| Team El Charro AGS             | AGS-Ford               | JH22        | Ford Cosworth DFZ 3.5 V8           | 14 | Роберто Морено     | 15–16    |
| Leyton House March Racing Team | March-Ford             | 87P 871     | Ford Cosworth DFZ 3.5 V8           | 16 | Іван Капеллі       | Всі      |
| USF&G Arrows Megatron          | Arrows-Megatron        | A10         | Megatron M12/13 1.5 L4t            | 17 | Дерек Ворвік       | Всі      |
| USF&G Arrows Megatron          | Arrows-Megatron        | A10         | Megatron M12/13 1.5 L4t            | 18 | Едді Чівер         | Всі      |
| Benetton Formula Ltd           | Benetton-Ford          | B187        | Ford Cosworth GBA 1.5 V6t          | 19 | Тео Фабі           | Всі      |
| Benetton Formula Ltd           | Benetton-Ford          | B187        | Ford Cosworth GBA 1.5 V6t          | 20 | Тьєрі Бутсен       | Всі      |
| Osella Squadra Corse           | Osella-Alfa Romeo      | FA1I FA1G   | Alfa Romeo 890T 1.5 V8t            | 21 | Алекс Каффі        | Всі      |
| Osella Squadra Corse           | Osella-Alfa Romeo      | FA1I FA1G   | Alfa Romeo 890T 1.5 V8t            | 22 | Габріеле Тарквіні  | 2        |
| Osella Squadra Corse           | Osella-Alfa Romeo      | FA1I FA1G   | Alfa Romeo 890T 1.5 V8t            | 22 | Франко Форіні      | 11–13    |
| Minardi Team SpA               | Minardi-Motori Moderni | M187        | Motori Moderni Tipo 615-90 1.5 V6t | 23 | Адріан Кампос      | Всі      |
| Minardi Team SpA               | Minardi-Motori Moderni | M187        | Motori Moderni Tipo 615-90 1.5 V6t | 24 | Алессандро Нанніні | Всі      |
| Ligier Loto                    | Ligier-Megatron        | JS29B JS29C | Megatron M12/13 1.5 L4t            | 25 | Рене Арну          | 2–16     |
| Ligier Loto                    | Ligier-Megatron        | JS29B JS29C | Megatron M12/13 1.5 L4t            | 26 | П'єркарло Ґіндзані | 2–16     |
| Scuderia Ferrari SpA SEFAC     | Ferrari                | F1/87       | Ferrari 033D 1.5 V6t               | 27 | Мікеле Альборето   | Всі      |
| Scuderia Ferrari SpA SEFAC     | Ferrari                | F1/87       | Ferrari 033D 1.5 V6t               | 28 | Герхард Бергер     | Всі      |
| Larrousse Calmels              | Lola-Ford              | LC87        | Ford Cosworth DFZ 3.5 V8           | 29 | Яннік Дальма       | 14–16    |
| Larrousse Calmels              | Lola-Ford              | LC87        | Ford Cosworth DFZ 3.5 V8           | 30 | Філіпп Алліо       | 2–16     |
| Enzo Coloni Racing Car System  | Coloni-Ford            | FC187       | Ford Cosworth DFZ 3.5 V8           | 32 | Нікола Ларіні      | 11, 13   |
| Джерело:                       |                        |             |                                    |    |                    |          |

## Календар
| №        | Гран-прі                  | Траса                                    | Дата         |
| -------- | ------------------------- | ---------------------------------------- | ------------ |
| 1        | Гран-прі Бразилії         | Жакарепагуа, Ріо де Жанейро              | 12 квітня    |
| 2        | Гран-прі Сан-Марино       | Автодром Діно Феррарі, Імола             | 3 травня     |
| 3        | Гран-прі Бельгії          | Спа-Франкоршам, Спа                      | 17 травня    |
| 4        | Гран-прі Монако           | Міська траса Монте-Карло, Монте-Карло    | 31 травня    |
| 5        | Гран-прі Детройта         | Вулична траса Детройта, Детройт, Мічиган | 21 червня    |
| 6        | Гран-прі Франції          | Поль Рікар, Ле-Кастелле                  | 5 липня      |
| 7        | Гран-прі Великої Британії | Автодром Сільверстоун, Сільверстоун      | 12 липня     |
| 8        | Гран-прі Німеччини        | Гоккенгаймринг, Гоккенгайм               | 26 липня     |
| 9        | Гран-прі Угорщини         | Хунгароринг, Модьород                    | 9 серпня     |
| 10       | Гран-прі Австрії          | Остеррайхринг, Шпільберг                 | 16 серпня    |
| 11       | Гран-прі Італії           | Автодром Монца, Монца                    | 6 вересня    |
| 12       | Гран-прі Португалії       | Ешторільський автодром, Ешторіл          | 20 вересня   |
| 13       | Гран-прі Іспанії          | Херес, Херес-де-ла-Фронтера              | 27 вересня   |
| 14       | Гран-прі Мексики          | Автодром імені братів Родрігес, Мехіко   | 18 жовтня    |
| 15       | Гран-прі Японії           | Судзука, Судзука                         | 1 листопада  |
| 16       | Гран-прі Австралії        | Вулична траса Аделаїди, Аделаїда         | 15 листопада |
| Джерело: |                           |                                          |              |

## Результати та положення в заліках

### Гран-прі
| №        | Гран-прі                  | Поул-позиція    | Швидке коло     | Переможець      | Конструктор    | Звіт |
| -------- | ------------------------- | --------------- | --------------- | --------------- | -------------- | ---- |
| 1        | Гран-прі Бразилії         | Найджел Менселл | Нельсон Піке    | Ален Прост      | McLaren-TAG    | Звіт |
| 2        | Гран-прі Сан-Марино       | Айртон Сенна    | Тео Фабі        | Найджел Менселл | Williams-Honda | Звіт |
| 3        | Гран-прі Бельгії          | Найджел Менселл | Ален Прост      | Ален Прост      | McLaren-TAG    | Звіт |
| 4        | Гран-прі Монако           | Найджел Менселл | Айртон Сенна    | Айртон Сенна    | Lotus-Honda    | Звіт |
| 5        | Гран-прі Детройта         | Найджел Менселл | Айртон Сенна    | Айртон Сенна    | Lotus-Honda    | Звіт |
| 6        | Гран-прі Франції          | Найджел Менселл | Нельсон Піке    | Найджел Менселл | Williams-Honda | Звіт |
| 7        | Гран-прі Великої Британії | Нельсон Піке    | Найджел Менселл | Найджел Менселл | Williams-Honda | Звіт |
| 8        | Гран-прі Німеччини        | Найджел Менселл | Найджел Менселл | Нельсон Піке    | Williams-Honda | Звіт |
| 9        | Гран-прі Угорщини         | Найджел Менселл | Нельсон Піке    | Нельсон Піке    | Williams-Honda | Звіт |
| 10       | Гран-прі Австрії          | Нельсон Піке    | Найджел Менселл | Найджел Менселл | Williams-Honda | Звіт |
| 11       | Гран-прі Італії           | Нельсон Піке    | Айртон Сенна    | Нельсон Піке    | Williams-Honda | Звіт |
| 12       | Гран-прі Португалії       | Герхард Бергер  | Герхард Бергер  | Ален Прост      | McLaren-TAG    | Звіт |
| 13       | Гран-прі Іспанії          | Нельсон Піке    | Герхард Бергер  | Найджел Менселл | Williams-Honda | Звіт |
| 14       | Гран-прі Мексики          | Найджел Менселл | Нельсон Піке    | Найджел Менселл | Williams-Honda | Звіт |
| 15       | Гран-прі Японії           | Герхард Бергер  | Ален Прост      | Герхард Бергер  | Ferrari        | Звіт |
| 16       | Гран-прі Австралії        | Герхард Бергер  | Герхард Бергер  | Герхард Бергер  | Ferrari        | Звіт |
| Джерело: |                           |                 |                 |                 |                |      |

### Пілоти
Очки отримують перші шість пілотів. Лише одинадцять найкращих результатів зараховуються до загальної кількості очок кожного пілота, відкинуті результати показані в дужках.
| Позиція  | 1-ша | 2-га | 3-тя | 4-та | 5-та | 6-та |
| Гран-прі | 9    | 6    | 4    | 3    | 2    | 1    |

| Поз.     | Пілот              | БРА  | СМР  | БЕЛ  | МОН  | ДЕТ  | ФРА  | ВЕЛ  | НІМ  | УГО  | АВТ  | ІТА  | ПОР  | ІСП  | МЕК  | ЯПО  | АВС  | Очки    |
| -------- | ------------------ | ---- | ---- | ---- | ---- | ---- | ---- | ---- | ---- | ---- | ---- | ---- | ---- | ---- | ---- | ---- | ---- | ------- |
| 1        | Нельсон Піке       | 2    | НС   | Схід | 2    | 2    | 2    | 2    | 1    | 1    | 2    | 1    | 3    | (4)  | 2    | 15†  | Схід | 73 (76) |
| 2        | Найджел Менселл    | 6    | 1    | Схід | Схід | 5    | 1    | 1    | Схід | 14†  | 1    | 3    | Схід | 1    | 1    | НС   |      | 61      |
| 3        | Айртон Сенна       | Схід | 2    | Схід | 1    | 1    | 4    | 3    | 3    | 2    | 5    | 2    | 7    | 5    | Схід | 2    | ДСК  | 57      |
| 4        | Ален Прост         | 1    | Схід | 1    | 9†   | 3    | 3    | Схід | 7†   | 3    | 6    | 15   | 1    | 2    | Схід | 7    | Схід | 46      |
| 5        | Герхард Бергер     | 4    | Схід | Схід | 4    | 4    | Схід | Схід | Схід | Схід | Схід | 4    | 2    | Схід | Схід | 1    | 1    | 36      |
| 6        | Стефан Юганссон    | 3    | 4    | 2    | Схід | 7    | 8    | Схід | 2    | Схід | 7    | 6    | 5    | 3    | Схід | 3    | Схід | 30      |
| 7        | Мікеле Альборето   | 8†   | 3    | Схід | 3    | Схід | Схід | Схід | Схід | Схід | Схід | Схід | Схід | 15†  | Схід | 4    | 2    | 17      |
| 8        | Тьєрі Бутсен       | 5    | Схід | Схід | Схід | Схід | Схід | 7    | Схід | 4    | 4    | 5    | 14   | 16†  | Схід | 5    | 3    | 16      |
| 9        | Тео Фабі           | Схід | Схід | Схід | 8    | Схід | 5    | 6    | Схід | Схід | 3    | 7    | 4†   | Схід | 5    | Схід | Схід | 12      |
| 10       | Едді Чівер         | Схід | Схід | 4    | Схід | 6    | Схід | Схід | Схід | 8    | Схід | Схід | 6    | 8†   | 4    | 9†   | Схід | 8       |
| 11       | Джонатан Палмер    | 10   | Схід | Схід | 5    | 11   | 7    | 8    | 5    | 7    | 14   | 14   | 10   | Схід | 7    | 8    | 4    | 7       |
| 12       | Сатору Накаджіма   | 7    | 6†   | 5    | 10   | Схід | НКЛ  | 4    | Схід | Схід | 13   | 11   | 8    | 9    | Схід | 6    | Схід | 7       |
| 13       | Ріккардо Патрезе   | Схід | 9    | Схід | Схід | 9    | Схід | Схід | Схід | 5    | Схід | Схід | Схід | 13   | 3    | 11   | 9†   | 6       |
| 14       | Андреа де Чезаріс  | Схід | Схід | 3†   | Схід | Схід | Схід | Схід | Схід | Схід | Схід | Схід | Схід | Схід | Схід | Схід | 8†   | 4       |
| 15       | Філіпп Стрейфф     | 11   | 8    | 9    | Схід | Схід | 6    | Схід | 4    | 9    | Схід | 12   | 12   | 7    | 8    | 12   | Схід | 4       |
| 16       | Дерек Ворвік       | Схід | 11†  | Схід | Схід | Схід | Схід | 5    | Схід | 6    | Схід | Схід | 13   | 10   | Схід | 10   | Схід | 3       |
| 17       | Філіпп Алліо       |      | 10   | 8    | Схід | Схід | Схід | Схід | 6    | Схід | 12   | Схід | Схід | 6    | 6    | Схід | Схід | 3       |
| 18       | Мартін Брандл      | Схід | 5    | Схід | 7    | Схід | Схід | НКЛ  | НКЛ  | Схід | ДСК  | Схід | Схід | 11   | Схід | Схід | Схід | 2       |
| 19       | Іван Капеллі       | НС   | Схід | Схід | 6    | Схід | Схід | Схід | Схід | 10   | 11   | 13   | 9    | 12   | Схід | Схід | Схід | 1       |
| 20       | Рене Арну          |      | НС   | 6    | 11   | 10   | Схід | Схід | Схід | Схід | 10   | 10   | Схід | Схід | Схід | Схід | Схід | 1       |
| 21       | Роберто Морено     |      |      |      |      |      |      |      |      |      |      |      |      |      |      | Схід | 6    | 1       |
| -        | Яннік Дальма       |      |      |      |      |      |      |      |      |      |      |      |      |      | 9    | 14   | 5*   | 0       |
| -        | Крістіан Даннер    | 9    | 7    | Схід | Викл | 8    | Схід | Схід | Схід | Схід | 9    | 9    | Схід | Схід | Схід | Схід | 7    | 0       |
| -        | П'єркарло Ґіндзані |      | Схід | 7†   | 12   | Схід | Схід | Викл | Схід | 12   | 8    | 8    | Схід | Схід | Схід | 13   | Схід | 0       |
| -        | Паскаль Фабр       | 12   | 13   | 10†  | 13   | 12   | 9    | 9    | Схід | 13   | НКЛ  | НКВ  | НКВ  | Схід | НКВ  |      |      | 0       |
| -        | Алессандро Нанніні | Схід | Схід | Схід | Схід | Схід | Схід | Схід | Схід | 11   | Схід | 16   | 11†  | Схід | Схід | Схід | Схід | 0       |
| -        | Алекс Каффі        | Схід | 12†  | Схід | Схід | Схід | Схід | Схід | Схід | Схід | Схід | Схід | Схід | НКВ  | Схід | Схід | НКВ  | 0       |
| -        | Адріан Кампос      | ДСК  | Схід | Схід | НС   | Схід | Схід | Схід | Схід | Схід | Схід | Схід | Схід | 14   | Схід | Схід | Схід | 0       |
| -        | Франко Форіні      |      |      |      |      |      |      |      |      |      |      | Схід | Схід | НКВ  |      |      |      | 0       |
| -        | Стефано Модена     |      |      |      |      |      |      |      |      |      |      |      |      |      |      |      | Схід | 0       |
| -        | Габріеле Тарквіні  |      | Схід |      |      |      |      |      |      |      |      |      |      |      |      |      |      | 0       |
| -        | Нікола Ларіні      |      |      |      |      |      |      |      |      |      |      | НКВ  |      | Схід |      |      |      | 0       |
| Поз.     | Пілот              | БРА  | СМР  | БЕЛ  | МОН  | ДЕТ  | ФРА  | ВЕЛ  | НІМ  | УГО  | АВТ  | ІТА  | ПОР  | ІСП  | МЕК  | ЯПО  | АВС  | Очки    |
| Джерело: |                    |      |      |      |      |      |      |      |      |      |      |      |      |      |      |      |      |         |

| Приклад      | Опис                                                              |
| ------------ | ----------------------------------------------------------------- |
| 1            | Переможець                                                        |
| 2            | Друге місце                                                       |
| 3            | Третє місце                                                       |
| 5            | Фінішував у очковій зоні                                          |
| 12           | Фінішував поза очковою зоною                                      |
| НКЛ          | Фінішував, але не класифікований                                  |
| Схід         | Не фінішував і не класифікований                                  |
| НКВ          | Не кваліфікований                                                 |
| НПКВ         | Не передкваліфікований                                            |
| ДСК          | Дискваліфікований                                                 |
| ТТР          | Брав участь тільки в тренуваннях                                  |
| тест         | Тестер по п'ятницях (з 2003 року)                                 |
| НС           | Брав участь у Гран-прі як бойовий пілот, але не стартував у гонці |
| Т            | Травмований чи хворий                                             |
| Викл         | Виключений із протоколу                                           |
| Від          | Відмова від участі                                                |
| НТР          | Не брав участі в тренуваннях                                      |
| НПР          | Не прибув на Гран-прі                                             |
| С            | Гонка скасована                                                   |
|              | Не брав участі                                                    |
| Жирний шрифт | Поул-позиція                                                      |
| Курсив       | Швидке коло                                                       |

Примітки:
- — Пілоти, що не фінішували на гран-прі, але були класифіковані, оскільки подолали понад 90 % дистанції.
- * — Дальма не мав права на отримання очок, оскільки він керував другим болідом Larrousse-Lola, а команда офіційно зареєструвала лише одну машину на весь чемпіонат.

### Трофей Джима Кларка
Трофей для пілотів, що виступали на болідах з атмосферними двигунами.
| Поз. | Пілот           | БРА | СМР  | БЕЛ  | МОН  | ДЕТ  | ФРА  | ВЕЛ  | НІМ  | УГО  | АВТ  | ІТА  | ПОР  | ІСП  | МЕК  | ЯПО  | АВС  | Очки |
| ---- | --------------- | --- | ---- | ---- | ---- | ---- | ---- | ---- | ---- | ---- | ---- | ---- | ---- | ---- | ---- | ---- | ---- | ---- |
| 1    | Джонатан Палмер | 1   | Схід | Схід | 1    | 1    | 2    | 1    | 2    | 1    | 3    | 3    | 2    | Схід | 2    | 1    | 1    | 95   |
| 2    | Філіпп Стрейфф  | 2   | 1    | 2    | Схід | Схід | 1    | Схід | 1    | 2    | Схід | 1    | 3    | 2    | 3    | 2    | Схід | 74   |
| 3    | Філіпп Алліо    |     | 2    | 1    | Схід | Схід | Схід | Схід | 3    | Схід | 2    | Схід | Схід | 1    | 1    | Схід | Схід | 43   |
| 4    | Іван Капеллі    | НС  | Схід | Схід | 2    | Схід | Схід | Схід | Схід | 3    | 1    | 2    | 1    | 3    | Схід | Схід | Схід | 38   |
| 5    | Паскаль Фабр    | 3   | 3    | 3    | 3    | 2    | 3    | 2    | Схід | 4    | НКЛ  | НКВ  | НКВ  | Схід | НКВ  |      |      | 35   |
| 6    | Роберто Морено  |     |      |      |      |      |      |      |      |      |      |      |      |      |      | Схід | 3    | 4    |
| -    | Яннік Дальма    |     |      |      |      |      |      |      |      |      |      |      |      |      | 4*   | 3*   | 2*   | 0    |
| -    | Нікола Ларіні   |     |      |      |      |      |      |      |      |      |      | НКВ  |      | Схід |      |      |      | 0    |
| Поз. | Пілот           | БРА | СМР  | БЕЛ  | МОН  | ДЕТ  | ФРА  | ВЕЛ  | НІМ  | УГО  | АВТ  | ІТА  | ПОР  | ІСП  | МЕК  | ЯПО  | АВС  | Очки |

Примітки:
- * — Дальма не мав права на отримання очок, оскільки він керував другим болідом Larrousse-Lola, а команда офіційно зареєструвала лише одну машину на весь чемпіонат.

### Конструктори
Командам зараховувались усі очки, а не лише 11 найкращих результатів.
| Поз.     | Конструктор            | №. | БРА  | СМР  | БЕЛ  | МОН  | ДЕТ  | ФРА  | ВЕЛ  | НІМ  | УГО  | АВТ  | ІТА  | ПОР  | ІСП  | МЕК  | ЯПО  | АВС  | Очки |
| -------- | ---------------------- | -- | ---- | ---- | ---- | ---- | ---- | ---- | ---- | ---- | ---- | ---- | ---- | ---- | ---- | ---- | ---- | ---- | ---- |
| 1        | Williams-Honda         | 5  | 6    | 1    | Схід | Схід | 5    | 1    | 1    | Схід | 14   | 1    | 3    | Схід | 1    | 1    | НС   | 9    | 137  |
| 1        | Williams-Honda         | 6  | 2    | НС   | Схід | 2    | 2    | 2    | 2    | 1    | 1    | 2    | 1    | 3    | 4    | 2    | 15   | Схід | 137  |
| 2        | McLaren-TAG            | 1  | 1    | Схід | 1    | 9    | 3    | 3    | Схід | 7    | 3    | 6    | 14   | 1    | 2    | Схід | 7    | Схід | 76   |
| 2        | McLaren-TAG            | 2  | 3    | 4    | 2    | Схід | 7    | 8    | Схід | 2    | Схід | 7    | 6    | 5    | 3    | Схід | 3    | Схід | 76   |
| 3        | Lotus-Honda            | 11 | 7    | 6    | 5    | 10   | Схід | НКЛ  | 4    | Схід | Схід | 13   | 11   | 8    | 9    | Схід | 6    | Схід | 64   |
| 3        | Lotus-Honda            | 12 | Схід | 2    | Схід | 1    | 1    | 4    | 3    | 3    | 2    | 5    | 2    | 7    | 5    | Схід | 2    | ДСК  | 64   |
| 4        | Ferrari                | 27 | 8    | 3    | Схід | 3    | Схід | Схід | Схід | Схід | Схід | Схід | Схід | Схід | 15   | Схід | 4    | 2    | 53   |
| 4        | Ferrari                | 28 | 4    | Схід | Схід | 4    | 4    | Схід | Схід | Схід | Схід | Схід | 4    | 2    | Схід | Схід | 1    | 1    | 53   |
| 5        | Benetton-Ford          | 19 | Схід | Схід | Схід | 8    | Схід | 5    | 6    | Схід | Схід | 3    | 7    | 4    | Схід | 5    | Схід | Схід | 28   |
| 5        | Benetton-Ford          | 20 | 5    | Схід | Схід | Схід | Схід | Схід | 7    | Схід | 4    | 4    | 5    | 14   | 16   | Схід | 5    | 3    | 28   |
| 6        | Tyrrell-Ford           | 3  | 10   | Схід | Схід | 5    | 11   | 7    | 8    | 5    | 7    | 14   | 14   | 10   | Схід | 7    | 8    | 4    | 11   |
| 6        | Tyrrell-Ford           | 4  | 11   | 8    | 9    | Схід | Схід | 6    | Схід | 4    | 9    | Схід | 12   | 12   | 7    | 8    | 12   | Схід | 11   |
| 7        | Arrows-Megatron        | 17 | Схід | 11   | Схід | Схід | Схід | Схід | 5    | Схід | 6    | Схід | Схід | 13   | 10   | Схід | 10   | Схід | 11   |
| 7        | Arrows-Megatron        | 18 | Схід | Схід | 4    | Схід | 6    | Схід | Схід | Схід | 8    | Схід | Схід | 6    | 8    | 4    | 9    | Схід | 11   |
| 8        | Brabham-BMW            | 7  | Схід | 9    | Схід | Схід | 9    | Схід | Схід | Схід | 5    | Схід | Схід | Схід | 13   | 3    | 11   | Схід | 10   |
| 8        | Brabham-BMW            | 8  | Схід | Схід | 3    | Схід | Схід | Схід | Схід | Схід | Схід | Схід | Схід | Схід | Схід | Схід | Схід | 8    | 10   |
| 9        | Lola-Ford              | 29 |      |      |      |      |      |      |      |      |      |      |      |      |      | 9    | 14   | 5*   | 3    |
| 9        | Lola-Ford              | 30 |      | 10   | 8    | Схід | Схід | Схід | Схід | 6    | Схід | 12   | Схід | Схід | 6    | 6    | Схід | Схід | 3    |
| 10       | Zakspeed               | 9  | Схід | 5    | Схід | 7    | Схід | Схід | НКЛ  | НКЛ  | Схід | ДСК  | Схід | Схід | 11   | Схід | Схід | Схід | 2    |
| 10       | Zakspeed               | 10 | 9    | 7    | Схід | Викл | 8    | Схід | Схід | Схід | Схід | 9    | 9    | НС   | Схід | Схід | Схід | 7    | 2    |
| 11       | Ligier-Megatron        | 25 |      | НС   | 6    | 11   | 10   | Схід | Схід | Схід | Схід | 10   | 10   | Схід | Схід | Схід | Схід | Схід | 1    |
| 11       | Ligier-Megatron        | 26 |      | Схід | 7    | 12   | Схід | Схід | Викл | Схід | 12   | 8    | 8    | Схід | Схід | Схід | 13   | Схід | 1    |
| 12       | AGS-Ford               | 14 | 12   | 13   | 10   | 13   | 12   | 9    | 9    | Схід | 13   | НКЛ  | НКВ  | НКВ  | Схід | НКВ  | Схід | 6    | 1    |
| 13       | March-Ford             | 16 | НС   | Схід | Схід | 6    | Схід | Схід | Схід | Схід | 10   | 11   | 13   | 9    | 12   | Схід | Схід | Схід | 1    |
| –        | Minardi-Motori Moderni | 23 | ДСК  | Схід | Схід | НС   | Схід | Схід | Схід | Схід | Схід | Схід | Схід | Схід | 14   | Схід | Схід | Схід | 0    |
| –        | Minardi-Motori Moderni | 24 | Схід | Схід | Схід | Схід | Схід | Схід | Схід | Схід | 11   | Схід | 16   | 11   | Схід | Схід | Схід | Схід | 0    |
| –        | Osella-Alfa Romeo      | 21 | Схід | 12   | Схід | Схід | Схід | Схід | Схід | Схід | Схід | Схід | Схід | Схід | НКВ  | Схід | Схід | НКВ  | 0    |
| –        | Osella-Alfa Romeo      | 22 |      | Схід |      |      |      |      |      |      |      |      | Схід | Схід | НКВ  |      |      |      | 0    |
| –        | Coloni-Ford            | 32 |      |      |      |      |      |      |      |      |      |      | НКВ  |      | Схід |      |      |      | 0    |
| Поз.     | Конструктор            | №. | БРА  | СМР  | БЕЛ  | МОН  | ДЕТ  | ФРА  | ВЕЛ  | НІМ  | УГО  | АВТ  | ІТА  | ПОР  | ІСП  | МЕК  | ЯПО  | АВС  | Очки |
| Джерело: |                        |    |      |      |      |      |      |      |      |      |      |      |      |      |      |      |      |      |      |

| Приклад      | Опис                                                              |
| ------------ | ----------------------------------------------------------------- |
| 1            | Переможець                                                        |
| 2            | Друге місце                                                       |
| 3            | Третє місце                                                       |
| 5            | Фінішував у очковій зоні                                          |
| 12           | Фінішував поза очковою зоною                                      |
| НКЛ          | Фінішував, але не класифікований                                  |
| Схід         | Не фінішував і не класифікований                                  |
| НКВ          | Не кваліфікований                                                 |
| НПКВ         | Не передкваліфікований                                            |
| ДСК          | Дискваліфікований                                                 |
| ТТР          | Брав участь тільки в тренуваннях                                  |
| тест         | Тестер по п'ятницях (з 2003 року)                                 |
| НС           | Брав участь у Гран-прі як бойовий пілот, але не стартував у гонці |
| Т            | Травмований чи хворий                                             |
| Викл         | Виключений із протоколу                                           |
| Від          | Відмова від участі                                                |
| НТР          | Не брав участі в тренуваннях                                      |
| НПР          | Не прибув на Гран-прі                                             |
| С            | Гонка скасована                                                   |
|              | Не брав участі                                                    |
| Жирний шрифт | Поул-позиція                                                      |
| Курсив       | Швидке коло                                                       |

Примітки:
- * — Другий болід Lola не мав права на отримання очок, оскільки  команда офіційно зареєструвала лише одну машину на весь чемпіонат.

### Трофей Коліна Чапмена
Трофей для конструкторів, що використовували боліди з атмосферними двигунами.
| Поз. | Конструктор  | №. | БРА | СМР  | БЕЛ  | МОН  | ДЕТ  | ФРА  | ВЕЛ  | НІМ  | УГО  | АВТ  | ІТА  | ПОР  | ІСП  | МЕК  | ЯПО  | АВС  | Очки |
| ---- | ------------ | -- | --- | ---- | ---- | ---- | ---- | ---- | ---- | ---- | ---- | ---- | ---- | ---- | ---- | ---- | ---- | ---- | ---- |
| 1    | Tyrrell-Ford | 3  | 1   | Схід | Схід | 1    | 1    | 2    | 1    | 2    | 1    | 3    | 3    | 2    | Схід | 2    | 1    | 1    | 169  |
| 1    | Tyrrell-Ford | 4  | 2   | 1    | 2    | Схід | Схід | 1    | Схід | 1    | 2    | Схід | 1    | 3    | 2    | 3    | 2    | Схід | 169  |
| 2    | Lola-Ford    | 29 |     |      |      |      |      |      |      |      |      |      |      |      |      | 4*   | 3*   | 2*   | 43   |
| 2    | Lola-Ford    | 30 |     | 2    | 1    | Схід | Схід | Схід | Схід | 3    | Схід | 2    | Схід | Схід | 1    | 1    | Схід | Схід | 43   |
| 3    | AGS-Ford     | 14 | 3   | 3    | 3    | 3    | 2    | 3    | 2    | Схід | 4    | НКЛ  | НКВ  | НКВ  | Схід | НКВ  | Схід | 3    | 39   |
| 4    | March-Ford   | 16 | НС  | Схід | Схід | 2    | Схід | Схід | Схід | Схід | 3    | 1    | 2    | 1    | 3    | Схід | Схід | Схід | 38   |
| -    | Coloni-Ford  | 32 |     |      |      |      |      |      |      |      |      |      | НКВ  |      | Схід |      |      |      | 0    |
| Поз. | Конструктор  | №. | БРА | СМР  | БЕЛ  | МОН  | ДЕТ  | ФРА  | ВЕЛ  | НІМ  | УГО  | АВТ  | ІТА  | ПОР  | ІСП  | МЕК  | ЯПО  | АВС  | Очки |

Примітки:
- * — Другий болід Lola не мав права на отримання очок, оскільки  команда офіційно зареєструвала лише одну машину на весь чемпіонат.

## Виноски
1. ↑  Лише одинадцять найкращих результатів зараховуються до загальної кількості очок кожного пілота. Числа поза дужками — результат в чемпіонаті. Числа в дужках — усі очки набрані пілотом.